# Nino Ferrer
Nino Agostino Arturo Maria Ferrari (Gênova, 15 de agosto de 1934 — Montcuq, 13 de agosto de 1998), conhecido artisticamente pelo nome artístico Nino Ferrer, foi um cantor, compositor, ator e pintor franco-italiano.

## Carreira
Filho de um engenheiro, Nino Ferrer passou a infância na Nova Caledônia, onde seu pai trabalhava. Regressou à França em 1947 e inicia o curso de etnologia e arqueologia na Sorbonne, em Paris. Paralelamente aos estudos, despontou o interesse em música e pintura.
Em 1959 estreia como baixista do grupo Dixie Cats, em 2 discos. Seu primeiro trabalho como cantor foi em 1963, lançando o álbum Pour Oublier Qu'On S'Est Aimé, onde teve como destaque C'est irreparable, que integrou a trilha sonora de Tacones lejanos, dirigido por Pedro Almodóvar em 1991. Após vários insucessos profissionais, grava o álbum Myrza em 1965. Neste disco, que rendeu a Ferrer o rótulo de "cantor cômico" por suas rimas, os destaques eram Les Cornichons (no Brasil, ganhou uma versão intitulada Deixa de Banca, gravada por Reginaldo Rossi, Erasmo Carlos e o grupo Raça Negra), Oh! Hé! Hein! Bon! e Ma vie pour rien. Cansado da música, decide voltar para a Itália em 1967, permanecendo até 1970. No país natal, seu maior sucesso foi La Pelle Nera, que chegou a participar em 2 edições do Festival de Sanremo.
Novamente estabelecido em território francês, Ferrer se inconformou com a "espalhafatosa frivolidade" do show-business nacional, que ele referiu-se como "tecnocratas cínicos e gananciosos exploradores de talento". Ele ainda concordou com as opiniões de Serge Gainsbourg e Claude Nougaro de que as músicas eram apenas uma "arte menor" e também "um ruído de fundo".

## Declínio artístico
Após 3 anos longe dos palcos, Nino Ferrer grava seu quinto disco, intitulado Métronomie, que teve repercussão baixa no cenário musical, embora a faixa principal, La Maison Près de la Fontaine, vendesse meio milhão de cópias.
Desde então, lançou outros 12 álbuns, que não tiveram o mesmo sucesso dos anteriores.

## Morte
Em julho de 1998, Mounette Ferrer, a mãe do cantor, morre aos 86 anos. Enfrentando um grave quadro de depressão, ele, que obtivera a cidadania francesa em 1989 e estava gravando o décimo-sétimo disco da carreira, não consegue superar o drama pessoal e comete suicídio ao disparar um tiro no coração, a 2 dias de completar 64 anos.

## Discografia

### Álbuns de estúdio
- 1966: Enregistrement public
- 1967: Nino Ferrer
- 1969: Nino Ferrer
- 1972: Métronomie
- 1972: Nino Ferrer and Leggs
- 1974: Nino and Radiah
- 1975: Suite en œuf
- 1977: Véritables variétés verdâtres
- 1979: Blanat
- 1981: La carmencita
- 1982: Ex-libris
- 1983: Rock'n'roll cow-boy
- 1986: 13e album
- 1993: La désabusion
- 1993: La vie chez les automobiles

### Álbuns ao vivo
- 1970: Rats and Rolls
- 1995: Concert chez Harry

### 45 RPM singles e EPs de 4 faixas
- 1963 Pour oublier qu'on s'est aimé; Souviens-toi / C'est irréparable; 5 bougies bleues
- 1964 Ferme la porte; Je reviendrai / Oh ! Ne t'en va pas; Ce que tu as fait de moi (Nino Ferrer et les Jubilées)
- 1964 Les Dolly Brothers (Nino canta em Hello, Dolly! Embora ele não seja creditado.)
- 1965 Viens je t'attends; Au bout de mes vingt ans / Jennifer James; Tchouk-ou-tchouk
- 1966 Mirza; Les cornichons / Il me faudra… Natacha; Ma vie pour rien
- 1966 Le monkiss de la police; Monkiss est arrivé / Avec toi j'ai compris le monkiss; Y'a que toi monkiss (Nino Ferrer et les Gottamou)
- 1966 Alexandre; Oh ! hé ! hein ! bon ! / Le blues des rues désertes; Longtemps après
- 1966 Je veux être noir; Si tu m'aimes encore / La bande à Ferrer (parts 1 & 2)
- 1967 Le téléfon; Je cherche une petite fille / Madame Robert; Le millionnaire
- 1967 Mao et Moa; Je vous dis bonne chance / Mon copain Bismarck; N-F in trouble
- 1968 Le roi d'Angleterre; Il me faudra… Natacha / Les petites jeunes filles de bonne famille; Monsieur Machin
- 1968 Mamadou Mémé; Œrythia / Les yeux de Laurence; Non ti capisco più
- 1969 Je vends des robes; La rua Madureira / Tchouk-ou-tchouk; Le show-boat de nos amours
- 1969 Agata; Un premier jour sans toi / Justine; Les hommes à tout faire
- 1970 Oui mais ta mère n'est pas d'accord / Le blues anti-bourgeois
- 1970 Viens tous les soirs / L'amour, la mort, les enterrements
- 1971 Les Enfants de la patrie / La Maison près de la fontaine
- 1975 Le Sud / The garden (CBS) - aparece apenas nos relançamentos pós-1982 do álbum Nino and Radiah - seu maior sucesso, alcançando o número 1 em março de 1975
- 1975 Alcina de Jesus / Les morceaux de fer (CBS)
- 1976 Chanson pour Nathalie / Moon (CBS)
- 1978 Joseph Joseph / L'Inexpressible (CBS)
- 1981 Pour oublier qu'on s'est aimé / Michael et Jane (WEA)
- 1982 Semiramis / Micky Micky (WEA)
- 1983 Il pleut bergère / Blues des chiens (WEA)
- 1986 L'arche de Noé : Création; Chita Chita / L'arche de Noé
- 1989 La Marseillaise / Il pleut bergère (Barclay) - (a segunda faixa foi gravada com os moradores de sua aldeia natal)

### Revival
- 2015 Le Sud
- 2019 La rua Madureira (creditado a  Bon Entendeur vs Nino Ferrer)

## Links
- Site oficial de Nino Ferrer